# Patient Care
Patient Care was een maandblad voor huisartsen met edities in Nederland, België en Luxemburg. Het werd uitgegeven door de internationale uitgeversgroep CMP Medica en bracht medische nascholingsartikelen en 'speciale edities' over specifieke medische onderwerpen.
Ondanks de Engelse naam verscheen het blad in het Nederlands (Nederland en België) en het Frans (België, Luxemburg en Zwitserland). De naam was ontleend aan die van een vergelijkbare publicatie in de Verenigde Staten en Canada, waarmee CMP Medica een samenwerkingsovereenkomst had.
Hoewel de redacties nauw samenwerkten en artikelen uitwisselden, was de inhoud van de Belgische en Nederlandse edities niet dezelfde. Dat was het gevolg van fundamentele verschillen in het gezondheidsbestel van de betrokken landen.
In Nederland organiseerde Patient Care de Galenusprijs.
Patient Care hield in 2009 op te bestaan als zelfstandige publicatie en werd in België een onderdeel van Artsenkrant. In de overige landen verdween het van de markt. De Nederlandse Galenusprijs wordt sinds 2010 georganiseerd door de Stichting Galenusprijs Nederland.